# Leichtathletik-Europameisterschaften 1974/Hammerwurf der Männer

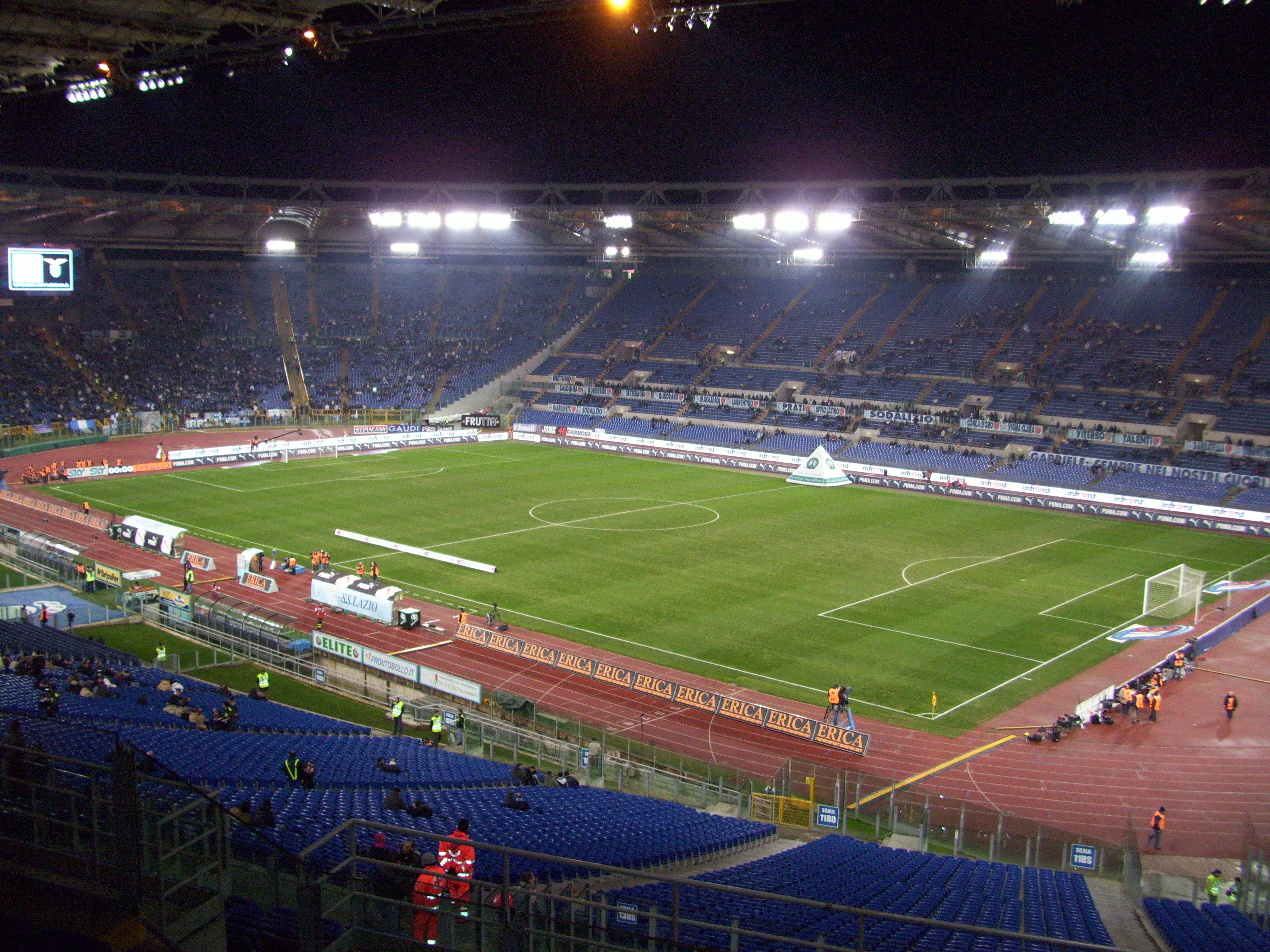
Das Olympiastadion von Rom im Jahr 2009

Der Hammerwurf der Männer bei den Leichtathletik-Europameisterschaften 1974 wurde am 6. und 7. September 1974 im Olympiastadion von Rom ausgetragen.
Mit Silber und Bronze errangen die Werfer aus der DDR zwei Medaillen in diesem Wettbewerb. Europameister wurde Alexei Spiridonow aus der UdSSR. Den zweiten Platz belegte der Olympiazweite von 1972 Jochen Sachse. Auf den dritten Rang kam der Vizeeuropameister von 1971 und Weltrekordinhaber Reinhard Theimer.

## Bestehende Rekorde
| Weltrekord           | 76,60 m | Reinhard Theimer      | Leipzig, DDR (heute Deutschland) | 4. Juli 1974       |
| Europarekord         | 76,60 m | Reinhard Theimer      | Leipzig, DDR (heute Deutschland) | 4. Juli 1974       |
| Meisterschaftsrekord | 74,68 m | Anatolij Bondartschuk | EM Athen, Griechenland           | 20. September 1969 |

Der bestehende EM-Rekord wurde bei diesen Europameisterschaften nicht erreicht. Die größte Weite von 74,20 m erzielte der sowjetische Europameister Alexei Spiridonow, womit er 48 Zentimeter unter dem Rekord blieb. Zum Welt- und Europarekord fehlten ihm 4,40 m.

## Qualifikation
6. September 1974
Dreizehn von ihnen (hellblau unterlegt) übertrafen die Qualifikationsweite für den direkten Finaleinzug von 66,00 m. Damit war die Mindestzahl von zwölf Finalteilnehmern übertroffen. Die Athleten gingen am darauffolgenden Tag ins gemeinsame Finale.

### Gruppe A

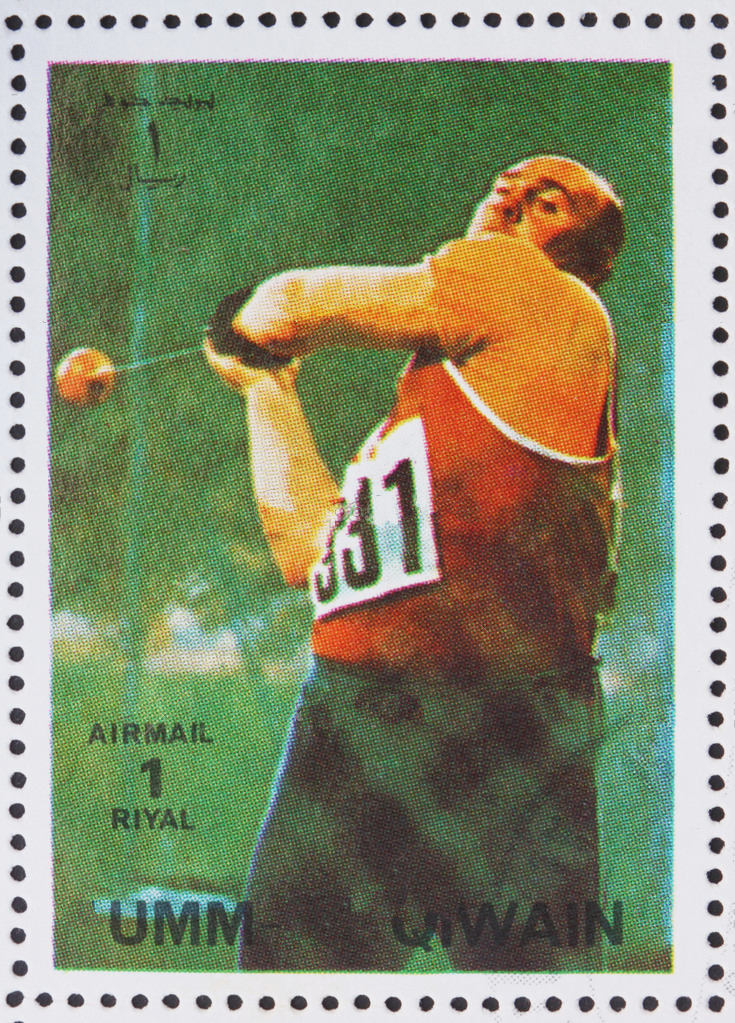
Der Europameister 1971, EM-Dritte von 1971 und Olympiasieger von 1972 Anatolij Bondartschuk scheiterte bereits in der Qualifikation – 1976 wurde er noch einmal Olympiadritter

| Platz | Name                  | Nation           | Weite (m) |
| ----- | --------------------- | ---------------- | --------- |
| 1     | Reinhard Theimer      | DDR              | 70,64     |
| 2     | Walentin Dmitrenko    | Sowjetunion      | 69,76     |
| 3     | Edwin Klein           | BR Deutschland   | 69,38     |
| 4     | Ian Chipchase         | Großbritannien   | 69,28     |
| 5     | Karl-Heinz Beilig     | DDR              | 69,14     |
| 6     | István Encsi          | Ungarn           | 69,06     |
| 7     | Uwe Beyer             | BR Deutschland   | 68,48     |
| 8     | Peter Stiefenhofer    | Schweiz          | 67,76     |
| 9     | Anatolij Bondartschuk | Sowjetunion      | 66,62     |
| 10    | Peter Sternad         | Österreich       | 66,44     |
| 11    | Jaroslav Charvát      | Tschechoslowakei | 65,54     |
| 12    | Daniel Mikolajczyk    | Frankreich       | 62,12     |

### Gruppe B
| Platz | Name              | Nation           | Weite (m) |
| ----- | ----------------- | ---------------- | --------- |
| 1     | Alexei Spiridonow | Sowjetunion      | 72,36     |
| 2     | Jochen Sachse     | DDR              | 72,32     |
| 3     | Heikki Kangas     | Finnland         | 70,84     |
| 4     | Manfred Hüning    | BR Deutschland   | 70,10     |
| 5     | Chris Black       | Großbritannien   | 69,04     |
| 6     | Szymon Jagliński  | Polen            | 68,46     |
| 7     | Howard Payne      | Großbritannien   | 67,44     |
| 8     | Faustino de Boni  | Italien          | 65,12     |
| 9     | Jacques Accambray | Frankreich       | 64,98     |
| 10    | Josef Hájek       | Tschechoslowakei | 64,80     |

## Finale

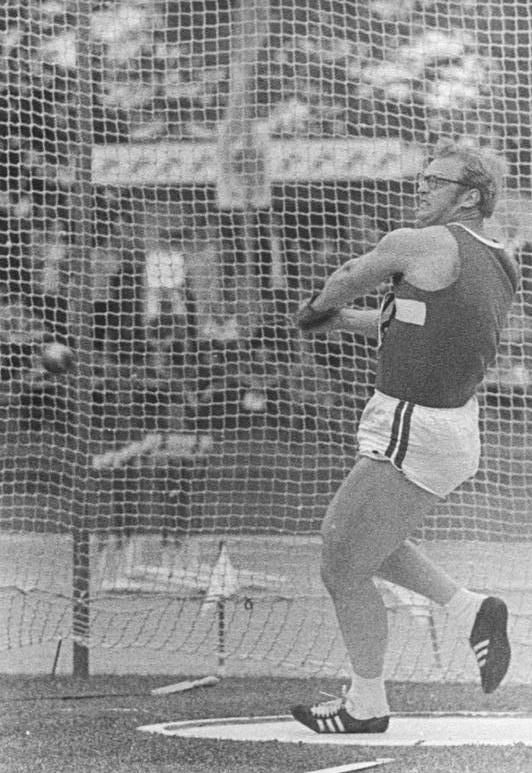
Der Olympiazweite von 1972 Jochen Sachse wurde Vizeeuropameister
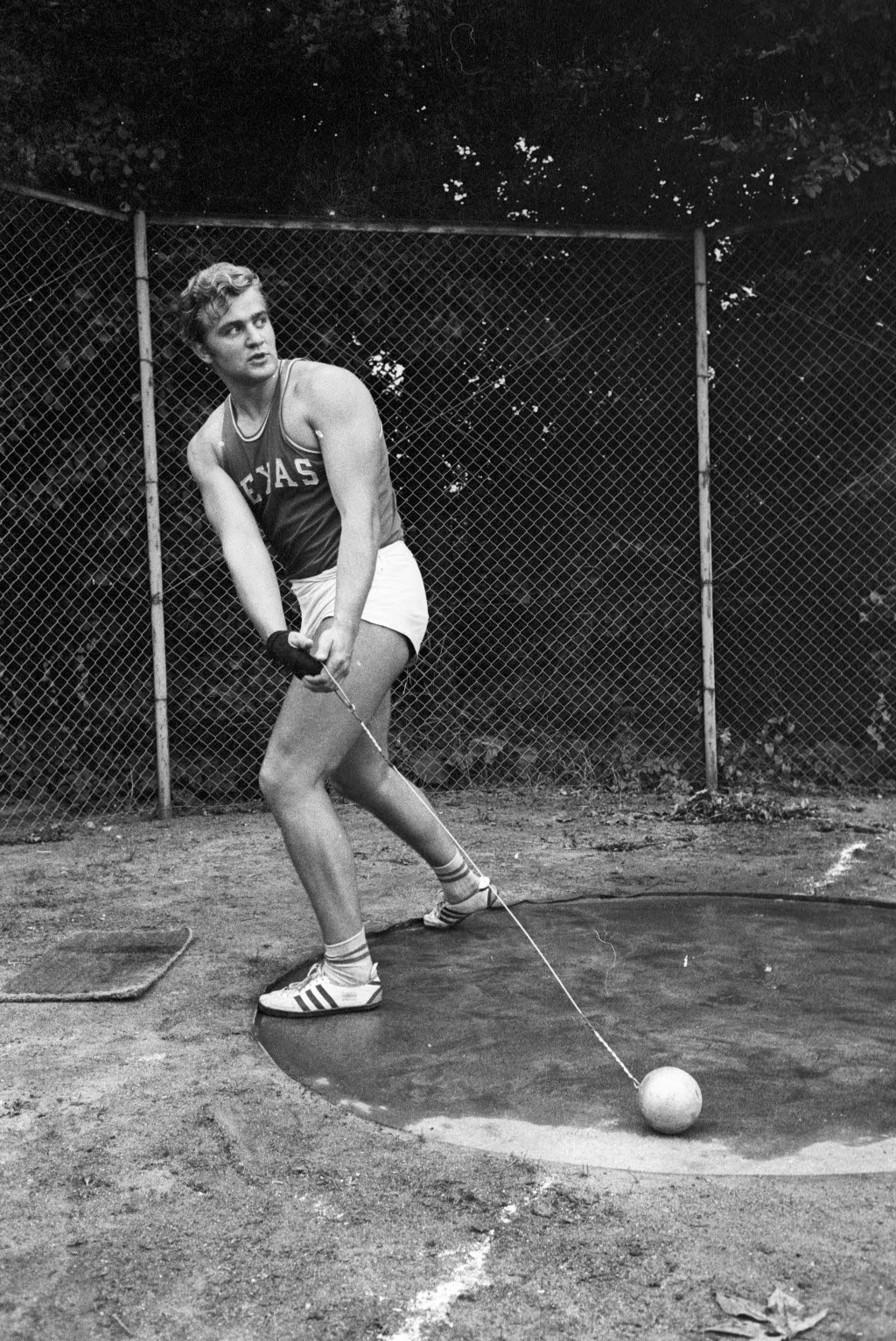
Titelverteidiger Uwe Beyer erreichte Platz fünf – bei den Olympischen Spielen 1964 und den Europameisterschaften 1966 hatte er jeweils Bronze gewonnen

7. September 1974, 16:00 Uhr
| Platz | Name               | Nation         | Weite (m) |
| ----- | ------------------ | -------------- | --------- |
| 1     | Alexei Spiridonow  | Sowjetunion    | 74,20     |
| 2     | Jochen Sachse      | DDR            | 74,00     |
| 3     | Reinhard Theimer   | DDR            | 71,62     |
| 4     | Walentin Dmitrenko | Sowjetunion    | 71,18     |
| 5     | Uwe Beyer          | BR Deutschland | 71,04     |
| 6     | Manfred Hüning     | BR Deutschland | 70,58     |
| 7     | Heikki Kangas      | Finnland       | 70,04     |
| 8     | István Encsi       | Ungarn         | 68,50     |
| 9     | Edwin Klein        | BR Deutschland | 68,48     |
| 10    | Ian Chipchase      | Großbritannien | 68,44     |
| 11    | Karl-Heinz Beilig  | DDR            | 67,82     |
| 12    | Chris Black        | Großbritannien | 65,54     |
| 13    | Szymon Jagliński   | Polen          | 65,52     |